# 11020 Orwell
11020 Orwell este o planetă minoră (asteroid), cu un diametru de 14,466 km, din centura de asteroizi. A fost descoperită pe 31 iulie 1984 la Observatorul Kleť de Antonín Mrkos și a fost numită după George Orwell. 
Obiectul prezintă o orbită caracterizată de o semiaxă mare de 3,1003313 UAi, o excentricitate de 0,15, o înclinație de 2,988 ° în raport cu ecliptica.